# Gōkon ni Ittara Onna ga Inakatta Hanashi
Gōkon ni Ittara Onna ga Inakatta Hanashi (合コンに行ったら女がいなかった話?) es una serie de manga japonesa escrita e ilustrada por Nana Aokawa. Comenzó a serializarse en la cuenta Pixiv del autor en marzo de 2020. Posteriormente fue adquirido por Square Enix, quien comenzó a publicarlo en su sitio web de manga Gangan Online en febrero de 2021. 
Una adaptación dramática televisiva de acción real se emitió de octubre a diciembre de 2022. Una adaptación a serie de televisión de anime producida por Ashi Productions se emitió de octubre a diciembre de 2024.

## Personajes
Suo (蘇芳 Suō?)
 Seiyū: Mikako Komatsu (PV, anime), Hiroki Nanami (acción real)
Tokiwa (常盤?)
 Seiyū: Yoshiki Nakajima (PV), Shunsuke Takeuchi (anime), Sora Inoue (acción real)
Fuji (藤?)
 Seiyū: Aoi Yūki (anime), Kazuya Seto (acción real)
Asagi (浅葱?)
 Seiyū: Shun Horie (anime), Eito Konishi (acción real)
Kohaku (琥珀?)
 Seiyū: Nao Tōyama (anime), Ren Kisaragi (acción real)
Hagi (萩?)
 Seiyū: Gakuto Kajiwara (anime), Mashiko Atsuki (acción real)
Nadeshiko (撫子?)
 Seiyū: Reina Kondō
Chigusa (千草?)
 Seiyū: Tomoyo Takayanagi
Karasuba (烏羽?)
 Seiyū: Maki Kawase
Hashibami (榛?)
 Seiyū: Yoshino Aoyama
Hermana mayor de Hagi (萩の姉 Hagi no Ane?)
 Seiyū: Shizuka Itō

## Contenido de la obra

### Manga
El manga fue escrito e ilustrado por Nana Aokawa, Gōkon ni Ittara Onna ga Inakatta Hanashi comenzó a publicarse en la cuenta Pixiv del autor el 21 de marzo de 2020. Posteriormente fue adquirido por Square Enix, quien comenzó a publicarlo en su sitio web de manga Gangan Online el 12 de febrero de 2021. Sus capítulos se han compilado en seis volúmenes de tankōbon a partir de octubre de 2023.

### Imagen real
El 2 de septiembre de 2022 se anunció un drama televisivo de acción en vivo. Se emitió del 21 de octubre de 2022 al 23 de diciembre de 2022 en el bloque de programación EDGE de Kansai TV.

### Anime
El 5 de octubre de 2023 se anunció una adaptación de la serie de televisión de anime. La serie está producida por Ashi Productions y dirigida por Kazuomi Koga, con Deko Akao a cargo de los guiones de la serie, Yōko Tanabe diseñando los personajes y Technoboys Pulcraft Green-Fund componiendo la música. La serie se estrenó el 5 de octubre de 2024. El tema de apertura, "Merry Go Round Time", es interpretado por Nasuo, mientras que el tema de cierre, "Osama Da-Reda", es interpretado por Asobi Doumei. Sentai Filmworks obtuvo la licencia de la serie en América del Norte, Australia y las islas británicas, y lo transmitirá en HIDIVE. Medialink obtuvo la licencia de la serie en el sudeste asiático para su transmisión en el canal de YouTube de Ani-One Asia.

## Recepción
La serie fue nominada a la octava edición de los Next Manga Awards en la categoría web en 2022 y ocupó el séptimo lugar entre 50 nominados. La serie, junto con Heika de Mimasaka, Kokoro no Koe ga Dadamore Desu!, ganó el Premio de Cómic Femenino en el concurso "Minna ga Erabu!! Denshi Comic Taishō 2023" de NTT Solmare en 2023.
La serie tiene 1,1 millones de copias en circulación a octubre de 2023.